# محمد رضا أسماما
محمد رضا أسماما:  ولد في فاس المغربية في 08  فبراير  2002،و هو لاعب مغربي يشغل مركز حارس مرمى  في فريق نادي الاتحاد التوركي، و هو لاعب المنتخب المغربي الأولمبي في الألعاب الأولمبية 2024 في صنف منافسات كرة القدم للرجال

## سيرة شخصية

### تكوين في أكاديمية محمد السادس لكرة القدم
انضم محمد رضا أسماما إلى مركز التدريب بأكاديمية محمد السادس لكرة القدم في سن صغيرة حيث تلقى تعليمه هناك أيضا.

## في النادي

### الالتحاق بالاتحاد التوركي ابتداء من 2021
التحق محمد رضا اسماما  بفريق نادي الاتحاد التوركي ابتداء من 02 غشت 2021 

## في المنتخب
أستدعي للمشاركة في استعدادات المنتخب الوطني المغربي لأقل من 20 سنة في أكتوبر 2020
وجه له الدعوة هشام الدميعي، مدرب المنتخب الوطني المغربي للشبان، لأقل من 23 سنة، للمشاركة في ألعاب التضامن الإسلامي في غشث 2022 ، و لعب احتياطيا خلال المباريات الثلاث للمنتخب المغربي .
وقع المنتخب المغربي في المجموعة (ب) إلى جانب منتخبات: إيران والسعودية وأذربيجان، وفازوا بالمباراة الأولى على رقعة الملعب  بعد انسحاب إيران من المنافسة. انهزم المنتخب المغربي وفي المباراة الثانية أمام السعوديين بنتيجة (2-0). ثم أُقْصي  من الدور الأول بعد تعادله (2-2) أمام أذربيجان.
كان ضمن اللائحة الاحتياطية التي سافرت مع المنتخب المغربي الأولمبي للعب في الألعاب الأولمبية 2024 والتي  حسم فيها الناخب الوطني طارق سكيتيوي

## عدم تسلمه ميدالية خلال مراسيم التتويج
أثارت قضية عدم تسلم  "محمد رضا أسماما" الميدالية البرونزية إسوة بباقي اللاعبين الى جانب اللاعب المهدي موباريك لاعب نادي العين الإماراتي خلال حفل  التتويج بالميدالية البرونزية في أولمبياد باريس، تساؤلات عديدة بين الجماهير المغربية.
لكن وفقاً لقوانين مسابقة كرة القدم في الأولمبياد، تمنح الميدالية للاعبين الـ18 الذين يتم إدراجهم في القائمة الرسمية، بالإضافة إلى الأربعة الموجودين في اللائحة الاحتياطية، شرط تسجيلهم في ورقة إحدى المباريات، وهو ما لم يحصل اللاعبين.